# Juan Carmelo Zerillo
Juan Carmelo Zerillo (1882 - 1950) fue un farmacéutico argentino. Fue el trigésimo tercer presidente del Club de Gimnasia y Esgrima La Plata. Asumió la presidencia el 1 de agosto de 1929 después del mandato de Adolfo Rivarola, y terminó su mandato en 1931, lo sucedió Juan T. Erbiti.

## Estadio Juan Carmelo Zerillo
El estadio de Gimnasia y Esgrima La Plata lleva su nombre.

## Logros
- Campeón del Torneo 1929.